# Station Villers-Cotterêts
Station Villers-Cotterêts is een spoorwegstation in de Franse gemeente Villers-Cotterêts. Het station ligt aan de spoorlijn La Plaine - Hirson en Anor.
Voorheen was het station aangesloten op de inmiddels opgebroken spoorlijn Rethondes - La Ferté-Milon.